# Láhirí Mahášaj
Šjamačaran Láhirí (30. září 1828, Ghurni, Západní Bengálsko – 26. září 1895, Váránasí), známý jako Láhirí Mahášaj, byl indický jogín a guru, jenž vnesl do světa Krija jógu. Byl k tomu vyvolen svým guruem, Mahávatárem Bábadžím, jenž ho do Krija jógy zasvětil v roce 1861 a pověřil jej, aby tuto jógovou vědu, po staletí střeženou jógovými zasvěcenci, znovuoživil a zpřístupnil lidem.
Mezi indickými světci byl Láhirí Mahášaj výjimečný tím, že byl hospodářem: oženil se, měl děti, živil rodinu, pracoval jako vládní účetní, a nežil v žádném ášramu či chrámu, nýbrž se svou rodinou. Krija jógu šířil zcela přirozeně a volně ze svého domu ve Váránasí a zřídkakdy vyjádřil podporu jakékoli organizaci; jeho zbožný život a jogínské schopnosti však k němu přitahovaly následovníky jako magnet. Stal se guruem mnoha pokročilých krijajógových žáků, jako byli například Paňčanan Bhattáčárja či Svámí Šrí Juktéšvar. Mezi tehdejšími jogíny a hinduistickými vzdělanci se Láhirí Mahášaj těšil značné úctě, a ideál „jogína–hospodáře“, jenž svým výjimečným životním stylem ztělesňoval, je dodnes pro tisíce lidí velkou duchovní inspirací.
Na Západě vešel ve známost především díky knize Životopis jogína (Autobiography of a Yogi), která vyšla v roce 1946. Její autor, Paramahansa Jógánanda, se v ní zmiňuje o Mahášajově „kristovském životě“ a nazývá ho Jógavatárem neboli „Inkarnací jógy“, neboť to byl právě Láhirí Mahášaj, kdo byl předurčen k tomu, aby předal světu principy Krija jógy. V knize se píše, že byl svědomitým guruem a svým žákům dobře rozuměl; pečlivě je vedl podle jejich vlastních přirozených dispozic. Při předávání Krija jógy zdůrazňoval její praktičnost a nechával svým žákům naprostou volnost v tom, jaké se věnují náboženské praxi, respektujíce prostředí, z něhož pocházejí. Odvážně přijímal za žáky i ne-hinduisty a ty, kteří byli v rámci indického kastovního systému sociálně vyloučeni, přestože on sám byl z vysoké bráhmanské kasty.
V Životopisu jogína se také píše o řadě zázraků, které se v životě Láhirího Mahášaje odehrály; například, jak Bábadží zhmotnil v horách zářící palác, aby v něm Láhirího zasvětil do Krija jógy, či jak Láhirí vzkřísil jednoho ze svých učedníků z mrtvých. Penzi strávil ve svém domě ve Váránasí, v místnosti, z níž málokdy vycházel, a kde také přijímal své žáky a hosty. Často zůstával v mnohahodinovém meditativním stavu, aniž by potřeboval spát. Jeho žáci a potulní sádhuové ho navštěvovali ve dne i v noci. Svámí Trailanga, slavný světec z Váránasí, vzdal Láhirímu Mahášajovi hold těmito slovy: „Láhirí Mahášaj je jako božské kotě, zůstávající tam, kam je umístila Vesmírná Matka. Hraje poslušně roli světského člověka, ale přitom dosáhl onoho dokonalého sebeuskutečnění, pro které jsem se já vzdal i své bederní roušky.“